# Воскшенице-Мале
Воскшенице-Мале (пол. Woskrzenice Małe) — деревня в Бяльском повете Люблинского воеводства Польши. Входит в состав гмины Бяла-Подляская. По данным переписи 2011 года, в деревне проживало 308 человек.

## География
Деревня расположена на востоке Польши, к западу от реки Кшны, на расстоянии приблизительно 8 километров к востоку от города Бяла-Подляска, административного центра повета. Абсолютная высота — 144 метра над уровнем моря. К югу от населённого пункта проходит национальная автодорога 2.

## История
В конце XVIII века деревня входила в состав Берестейского повета Берестейского воеводства Великого княжества Литовского.

Согласно «Справочной книжке Седлецкой губернии на 1875 год» деревня входила в состав гмины Сидорки Бельского уезда Седлецкой губернии. В период с 1975 по 1998 годы входила в состав Бяльскоподляского воеводства.

## Население
Демографическая структура по состоянию на 31 марта 2011 года:
|         | Всего | До трудоспособного возраста | Трудоспособного возраста | Старше трудоспособного возраста |
| ------- | ----- | --------------------------- | ------------------------ | ------------------------------- |
| Мужчины | 148   | 27                          | 97                       | 24                              |
| Женщины | 160   | 28                          | 83                       | 49                              |
| Всего   | 308   | 55                          | 180                      | 73                              |